# Amiri Baraka
Amiri Baraka (7 octombrie 1934 - 9 ianuarie 2014), cunoscut inițial ca LeRoi Jones, a fost un scriitor și critic muzical afroamerican.
Scrierile sale, având nuanțe naturaliste, critică societatea americană și au ca temă lupta împotriva discriminării rasiale.

## Scrieri
- 1961: Prefață la un anunț de sinucidere în douăzeci de volume ("Preface to a Twenty Volume Suicide Note")
- 1964: Conferențiarul mort ("The Dead Lecturer")
- 1964: Dutchman, sclavul ("Dutchman, the Slave")
- 1965: Sistemul infernului lui Dante ("The System of Dante's Hell")
- 1966: Acasă ("Home")
- 1969: Poezia magică neagră ("Black Magic Poetry")
- 1973: Un asasin recent ("Recent Killing").

1. ↑  Amiri Baraka, Gran Enciclopèdia Catalana
2. ↑  Amiri Baraka, Internet Speculative Fiction Database, accesat în 9 octombrie 2017
3. ↑  Amiri Baraka, Munzinger Personen, accesat în 9 octombrie 2017
4. ↑  „Amiri Baraka”, Gemeinsame Normdatei, accesat în 27 aprilie 2014
5. ↑  Amiri Baraka, Encyclopædia Britannica Online, accesat în 9 octombrie 2017
6. ↑   http://www.nj.com/essex/index.ssf/2014/01/hold_hold_hold_amiri_baraka_former_nj_poet_laureate_and_prolific_author_dead_at_79.html Lipsește sau este vid: |title= (ajutor)
7. ↑  Czech National Authority Database, accesat în 1 martie 2022
8. ↑  CONOR.SI[*] Verificați valoarea |titlelink= (ajutor)
9. ↑  Autoritatea BnF, accesat în 10 octombrie 2015
10. 1 2   http://www.fightbacknews.org/2014/1/12/reflections-amiri-baraka, accesat în 9 mai 2021 Lipsește sau este vid: |title= (ajutor)
11. ↑   https://www.ccny.cuny.edu/lhf/medallion-recipients, accesat în 9 octombrie 2016 Lipsește sau este vid: |title= (ajutor)
12. ↑   https://www.chicagotribune.com/news/ct-xpm-1998-12-10-9905150038-story.html, accesat în 26 martie 2021 Lipsește sau este vid: |title= (ajutor)